# Jeanne Baptiste d'Albert de Luynes

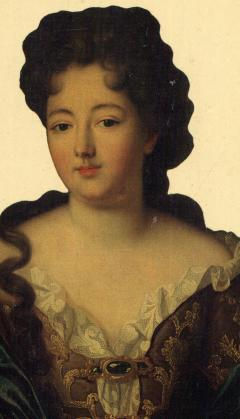
Jeanne Baptiste d'Albert

Jeanne Baptiste d'Albert, contesă de Verrue (18 ianuarie 1670 – 18 noiembrie 1736) a fost o nobilă franceză și metresa regelui Victor Amadeus al II-lea al Sardiniei.

## Biografie
Fiică a lui Louis Charles d'Albert, Duce de Luynes (1620–1690) și a celei de-a doua soții, Anne de Rohan (1644–1684), ea a avut cinci frați. A fost nepoata Mariei de Rohan. Fratele ei vitreg mai mare a fost Charles Honoré d'Albert de Luynes, sfătuitor privat al regelui Ludovic al XIV-lea al Franței. Născută la  Hôtel de Luynes în Paris, ea a fost botezată la biserica Saint-Eustache. A fost numită după Jean-Baptiste Colbert.
După o educație la prestigioasa mănăstire Port-Royal din Paris, ea s-a căsătorit cu Joseph Ignace Scaglia, conte de Verua între 23 august și 25 august 1683. Avea numai 13 ani și jumătate în momentul căsătoriei. Soțul ei a fost colonel de dragoni și un proeminent diplomat piemontez, care a lucrat pentru Ducele de Savoia. 
Jeanne Baptiste și soțul ei au avut patru copii. Soțul ei a fost "tânăr, frumos, bogat și onest". Mama lui a fost doamnă de onoare a ducesei de Savoia, de origine franceză, Anne Marie d'Orléans.
În capitala savoiardă Torino, ducele de Savoia s-a îndrăgostit nebunește de tânăra contesă în 1688. Inițial, evavlioasa contesă i-a ignorat avansurile. Mai târziu, ducesa și unchiul ei, regele francez Ludovic al XIV-lea, au "încurajat-o" pe Madame de Verrue să profite de avansurile Ducelui de Savoia. În 1689, Jeanne Baptiste a acceptat avansurile Ducelui. Iubiții au devenit părinții a doi copii. Viitoarea prințesă Carignan s-a născut în 1690. Un fiu, Vittorio Francesco, s-a născut în 1694 care mai târziu a primit titlul de marchiz de Suza.